# Centrale Radioverkeersleiding
De Centrale Radioverkeersleiding (CRVL) was een vereenvoudigde verkeersleiding en beveiliging. Het systeem werd in 1967 uit kostenbesparing ingevoerd op de spoorlijn Sauwerd - Roodeschool. In 1981 werd het systeem na de treinramp bij Winsum vervangen door Centrale Verkeersleiding met lichtseinen.

## Aanleiding
In de jaren 60 van de 20e eeuw verslechterde de financiële situatie van de Nederlandse Spoorwegen drastisch. Door een toename van het autobezit nam het gebruik van de spoorwegen snel af. Daarnaast stegen de personeelskosten in enkele jaren sterk. Als gevolg hiervan nam de rendabiliteit van enkele rustige spoorlijnen (nog verder) af. In 1967 vroeg de Nederlandse Spoorwegen aan het ministerie van Verkeer & Waterstaat om de sluiting van 15 spoorlijnen. Dit besluit ging uiteindelijk niet door: de overige nog bestaande spoorlijnen zouden hierdoor nog meer reizigers verliezen en het zou de spoorwegen een negatief imago geven. Er werd voor een andere weg gekozen, namelijk het verlagen van de personeelskosten. Op een zeker moment bestond 55 procent van de kosten uit personeelskosten, zodat reductie op deze post een belangrijke verlaging van de exploitatiekosten omvat.

## Werking

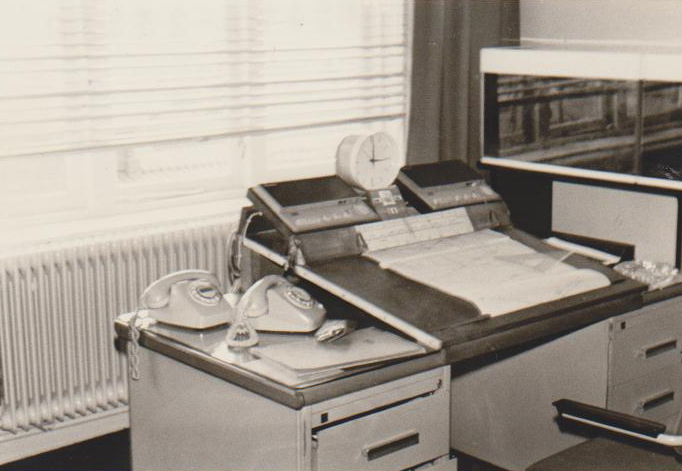
Bedieningspost Sauwerd-Roodeschool, 22 maart 1975

Bij het oude systeem was elk station betrokken bij de treindienstleiding: seinen, wissels en overwegen werden (mede) vanaf de stations bediend. Er moet dus op elk station te allen tijde ten minste één persoon aanwezig zijn. Voor zover kaartverkoop en andere werkzaamheden niet te veel tijd vergen, kan hij of zij ook daarvoor zorgen. Toch is er op de kleinste stations nauwelijks een volledige dagtaak: bij de nadering van een trein is het korte tijd druk, maar daarna is er een (half) uur lang weinig of niets te doen; het personeel werd dus slecht benut.
Bij de Centrale Radioverkeersleiding werd de gehele treindienst geregeld door één verkeersleider die in radiotelefonisch contact stond met de machinisten op het baanvak. De rijopdrachten werden alleen door de verkeersleider gegeven; seinen en het blokstelsel vervielen. Daarnaast werden de bewaakte overwegen geautomatiseerd en werden de stationsgebouwen gesloten. De kaartverkoop werd overgeheveld naar de conducteur en een idee was dit tijdens rustige uren door de machinist te laten doen.

### Rijopdrachten
De treindienstleider beschikte over een bijzondere tijdtafel, waarop naast de aankomst- en vertrektijden ook de kruisingen met andere treinen en speciale opdrachten stonden vermeld. Bij het binnenkomen binnen een CRVL-baanvak meldde de machinist zich radiotelefonisch bij de treindienstleider. Daarna werd aan de machinist een rijopdracht gegeven, bijvoorbeeld om één station verder te rijden. De machinist tekende deze opdracht op een speciaal ritblad, de treindienstleider deed hetzelfde. Op het volgende station meldde de machinist zich opnieuw en herhaalde dit tafereel zich.

### Zendinstallatie
In elke treincabine van treinen die reden op een baanvak met CRVL zou een mobilofooninstallatie worden geplaatst. Op het dak werden twee antennes geplaatst. Bij de proef tussen station Sauwerd en station Roodeschool werd de installatie boven het station van Usquert geplaatst.

### Infrastructuur
Bij de uitvoering van CRVL werden bij de stations verende wissels gepland van Duits fabricaat. De wissels veerden pas na 12 seconden terug en waren dus geen klapwissels. Met behulp van een sleutel kon het veermechanisme buiten werking worden gesteld als er gerangeerd moest worden. De bestaande seinen werden deels buiten gebruik gesteld. Ook werden er nieuwe seinen in gebruik genomen:
- Wisselstandsein: gaf blauw licht bij reguliere ligging en geel licht indien van de standaard werd afgeweken
- Inrijsein: stond regulier omhoog.

### Materieel
Geschikt gemaakt voor inzet met CRVL werden de treinstellen 94 - 106 en de locomotieven 2408 - 2410. Daarvan werden normaliter 8 treinstellen en 1 locomotief tegelijkertijd met mobilofoons uitgerust.

## Gevolgen en einde
Het aantal personeelsleden op de lijn Sauwerd - Roodeschool kon teruggebracht worden van 25 naar 7 tot 8. Een behoorlijke besparing dus op de exploitatiekosten.
In 1980 werd echter besloten om de Centrale Radioverkeersleiding op te heffen na een frontale treinbotsing bij Winsum, waarbij 9 doden vielen en 21 personen gewond raakten. Het systeem was niet betrouwbaar genoeg.

## Noot
1. ↑  Zo bleek uit onderzoek van de Nederlandse Spoorwegen in samenwerking met het Raadgevend Efficiency Bureau Bosboom en Hegener N.V.